# الهجوم على السفارة اليابانية في الكويت 1974
الهجوم على السفارة اليابانية في الكويت 1974 هو حادث وقع في 6 فبراير عام 1974 حيث احتل مسلحون فلسطينيون السفارة اليابانية في مدينة الكويت واعتقلوا السفير الياباني وعشرة آخرين كرهائن. كان الدافع الرئيسي هو دعم الجيش الأحمر الياباني ومسلحين فلسطينيين الذين اختطفوا على متن عبارة سنغافورية . في النهاية تم الإفراج عن الرهائن ونقل المقاتلي والمسلحون إلى عدن.

## وصلات خارجية
- Embassy of Japan in the State of Kuwait
- Terror Targets Time. 17 March 1980.